# Сугияма, Коити
Коити Сугияма (яп. すぎやま こういち Сугияма Ко:ити, род. 11 апреля 1931, Токио, Япония — ум. 30 сентября 2021, Токио) — японский игровой композитор, постоянный член совета JASRAC (Японского общества борьбы за права авторов, композиторов и издателей), почётный председатель Японской федерации коротких нард. Наиболее известен по музыке к серии компьютерных игр Dragon Quest, выпускаемых компанией Enix (ныне Square Enix) с 1986 года, а также по ряду японских телевизионных шоу и аниме (Space Runaway Ideon, Киборг 009, Science Ninja Team Gatchaman) и фильмов (Годзилла против Биолланте)
Будучи дирижёром с классическим образованием, Сугияма часто сотрудничал с другими именитыми композиторами, в частности с Нобуо Уэмацу, который в одном из интервью назвал его «большим боссом в области музыки для компьютерных игр».
Кроме музыки Коити Сугияма интересовался политикой, отстаивая крайне правые ревизионистские убеждения. Например, он неоднократно оправдывал Японскую империю в отношении станций комфорта и военных преступлений в Нанкине. Из-за националистических статей в газете Washington Post некоторые фанаты даже призывали к бойкоту серии Dragon Quest, в играх которой как правило рассказываются истории, наполненные гуманистическими идеалами.